# Jean-Pierre Malo
Pour les articles homonymes, voir Malo.
Œuvres principales
L'Affaire du courrier de Lyon
Démons
Woyzeck
 En toute confiance
 La Force de tuer
Scènes principales
Théâtre de Carouge de Genève
 Centre Dramatique de Lausanne
 Comédie de Genève
Comédie des Champs-Élysées
Jean-Pierre Malo est un acteur français né le 28 août 1951 à Clermont-Ferrand.

## Biographie

### Théâtre
Jean-Pierre Malo suit les cours de l'école de la rue Blanche à Paris de 1967 à 1968. Il débute en 1971 avec Le Cid de Pierre Corneille mis en scène par Raymond Gerbal et La Noce chez les petits bourgeois de Bertolt Brecht mis en scène par Jean-Pierre Vincent au Théâtre de la Ville. 
De 1976 à 1979, François Rochaix, directeur du Théâtre de Carouge de Genève engage Jean-Pierre Malo dans sa troupe. Il le met en scène dans La Résistible Ascension d’Arturo Ui et Mère Courage et ses enfants de Bertolt Brecht. Le comédien collabore également avec Hervé Loichemol (Les Trois Sœurs d'Anton Tchekhov, La vie est un songe de Calderón, Se trouver de Luigi Pirandello), Claude Stratz (Woyzeck de Georg Büchner). À partir de 1980 Jean-Pierre Malo est sur la scène du Centre Dramatique de Lausanne et de la Comédie de Genève avec L’Échange de Paul Claudel mis en scène par Michel Soutter qui lui confie également le rôle de Don Juan dans Don Juan ou l’Amour de la géométrie de Max Frisch. Puis il joue Max dans la pièce Bent de Martin Sherman mis en scène par Pierre Bauer et Trahisons de Harold Pinter.
En 1987, Jean-Pierre Malo revient au théâtre à Paris au Palais des congrès avec trois spectacles de Robert Hossein : L'Affaire du courrier de Lyon et La Liberté ou la Mort écrits par Alain Decaux et Les Bas-fonds de Maxime Gorki au Théâtre Mogador,,. Il poursuit avec Gérard Desarthe dans Démons de Lars Norén et Turcaret d'Alain-René Lesage, puis avec Michel Fagadau dans Dîner entre amis et En toute confiance de Donald Margulies qui lui vaut une nomination en 2008 pour le Molière du comédien dans un second rôle et Les Couleurs de la vie d'Andrew Bovell,.
Dans les années 2010, Jean-Pierre Malo est à l'affiche de Les Grandes Personnes de Marie NDiaye, La Force de tuer de Lars Noren, La Femme gauchère de Peter Handke, Mensonges d’États de Xavier Daugreilh,,...

### Filmographie
Au cinéma, Jean-Pierre Malo tourne avec Michel Soutter (L'Amour des femmes), Alain Tanner (No Man's Land), Jacques Deray (Le Solitaire), Michel Houellebecq (La Possibilité d'une île) , Emmanuelle Bercot (De son vivant)...
À la télévision, il participe à de nombreuses séries : Série noire, Navarro, Commissaire Moulin, Avocats et Associés, Les Cordier, juge et flic…

## Filmographie

### Cinéma

#### Longs métrages
- 1982 : L'Amour des femmes de Michel Soutter : Paul
- 1985 : Spécial Police de Michel Vianey : Leguen
- 1985 : No Man's Land d'Alain Tanner : Le banquier
- 1986 : Mort un dimanche de pluie de Joël Santoni : Alain Milles
- 1987 : Le Solitaire de Jacques Deray : Charly Schneider
- 1991 : Rien que des mensonges de Paule Muret
- 1993 : 23h58 de Pierre-William Glenn : Supt. Steve
- 1994 : Dieu que les femmes sont amoureuses de Magali Clément : Régis
- 2003 : Tais-toi ! de Francis Veber : Vogel
- 2004 : Qui perd gagne ! de Laurent Bénégui : François Brinchet
- 2007 : Jean de la Fontaine, le défi de Daniel Vigne : Jannart
- 2008 : La Possibilité d'une île de Michel Houellebecq : Jérôme
- 2009 : Celle que j'aime de Élie Chouraqui : Brice
- 2012 : Trois mondes de Catherine Corsini : Testard
- 2016 : L'Invitation de Michaël Cohen : l'inspecteur
- 2025 : Le Secret de Khéops de Barbara Schulz : le gardien de nuit

#### Courts métrages
- 1993 : Gueule d'atmosphère de Olivier Péray : Le ministre

### Télévision
- 1972 : Lui  de Jean Pignol : le liftier
- 1981 : Guerre en pays neutre de Philippe Lefebvre : Baptiste Mahler (mini-série)
- 1983 : La Martingale d'Alain Bloch : Jean-Pierre Serchal
- 1983 : La Rançon d'Yvan Butler : l'inspecteur
- 1984 : Série noire  de Daniel Duval : Beulaert (épisode 6 : Un chien écrasé)
- 1986 : Série noire de Dominique Othenin-Girard : Carlin (épisode 18 : Piège à flics)
- 1987 : Série noire de Marcel Bluwal : Grégoire (épisode 22 : 1996)
- 1990 : Navarro : Lartigaud  (saison 2, épisode 1 : Fils de périph)
- 1990 : Euroflics (saison 3, épisode 11 : Secret-défense)
- 1991 : Les Hordes de Jean-Claude Missiaen : Philippe Maston, le directeur de la prison
- 1992 : Commissaire Moulin : Mirko (saison 3, épisode 10 : Le simulateur)
- 1994 : Le JAP, juge d'application des peines : le commissaire Brunet (épisode Point de rupture)
- 1995 : François Kléber : Rico (épisode 1 : Le Pas en avant)
- 1995 : Julie Lescaut : Safer (saison 4, épisode 4 : La fiancée assassinée)
- 1996 : Hold-up en l'air d'Éric Civanyan : Pietri
- 1997 : Ricky de Philippe Setbon : Jean-Ba
- 1998 : Florence Larrieu : Le juge est une femme : Legendre (saison 4, épisode 1 : Le rachat)
- 2002 : Avocats et Associés : Bertrand d'Avila (saison 6, épisodes 3 : Bourreaux d'enfants, 4 : Retour de bâton et 5 : Petit coup de blues)
- 2002 : Les Cordier, juge et flic : Rozinski (saison 11, épisode 1 : Otages)
- 2005 : Bel-Ami de Philippe Triboit : Bardin
- 2005 : L'Empire du Tigre de Gérard Marx : Lefèvre
- 2006 : Boulevard du Palais : Louis Feral (saison 8, épisode 5 : Meurtre en négatif)
- 2009 : Beauté fatale de Claude-Michel Rome : le commandant Meyer
- 2010 : 4 garçons dans la nuit d'Edwin Baily : le commissaire Paul Morin
- 2011 : Louis XI, le pouvoir fracassé d'Henri Helman : le capitaine Guillaume
- 2015 : Les Fausses Confidences de Luc Bondy
- 2018 : Amours à mort (collection Meurtres à...) d'Olivier Barma : Antoine Thouvenin

## Théâtre
- 1968 : L'alcôve tue de Luce Berthomme, mise en scène Bernadette Lange
- 1968 : Dorval et moi de Diderot, mise en scène Bernadette Lange
- 1971 : Le Cid de Pierre Corneille, mise en scène Raymond Gerbal, Théâtre Romain Rolland
- 1973 : Un petit nid d’amour de Georges Michel, mise en scène Leyla Aubert, Centre Dramatique de Lausanne
- 1974 : La Noce chez les petits bourgeois de Bertolt Brecht, mise en scène Jean-Pierre Vincent, Théâtre de la Ville, tournée
- 1976 : La Résistible Ascension d’Arturo Ui de Bertolt Brecht, mise en scène François Rochaix, Théâtre de Carouge de Genève
- 1976 : Mère Courage et ses enfants de Bertolt Brecht, mise en scène François Rochaix, Théâtre de Carouge de Genève
- 1977 : Les Trois Sœurs d'Anton Tchekhov, mise en scène Hervé Loichemol, Théâtre de Carouge de Genève : Nikolai Lvovitch Touzenbach
- 1978 : Woyzeck de Georg Büchner, mise en scène Claude Stratz, Théâtre de Carouge de Genève : Franz Woyzeck
- 1979 : La vie est un songe de Calderón, mise en scène Hervé Loichemol, Théâtre de Carouge de Genève : Sigismond
- 1980 : Se trouver de Luigi Pirandello, mise en scène Hervé Loichemol, Théâtre de Carouge de Genève : Ely Nielsen
- 1980 : Au malheur des dames de Michel Beretti, mise en scène André Steiger, Centre Dramatique de Lausanne
- 1980 : La Musique adoucit les mœurs de Tom Stoppard, mise en scène Pierre Bauer, Centre Dramatique de Lausanne : Alexandre
- 1981 : L’Échange de Paul Claudel, mise en scène  Michel Soutter : Louis Laine
- 1982 : Bent de Martin Sherman, mise en scène Pierre Bauer, Centre Dramatique de Lausanne : Max
- 1982 : Don Juan ou l’Amour de la géométrie de Max Frisch pour Michel Soutter, Comédie de Genève : Don Juan
- 1983 : Trahisons de Harold Pinter, mise en scène Pierre Bauer, Centre Dramatique de Lausanne : Robert
- 1983 : Abraham sacrifiant de Théodore de Bèze, mise en scène Hervé Loichemol : Abraham
- 1985 : Un tramway nommé désir de Tennessee Williams, mise en scène Séverine Bujard : Kowalsky
- 1987 : L'Affaire du courrier de Lyon d'Alain Decaux et Robert Hossein, mise en scène Robert Hossein, Palais des congrès de Paris : Lesurques et Dubosq
- 1988 : La Liberté ou la Mort d'après Alain Decaux, Stellio Lorenzi et Georges Soria, mise en scène de Robert Hossein, Palais des congrès de Paris : Hébert
- 1991 : Le Village en flammes de Rainer Werner Fassbinder d'après Lope de Vega, mise en scène Rafaël Bermudez, Le Grütli
- 1992 : Les Bas-fonds de Maxime Gorki, mise en scène Robert Hossein, Théâtre Mogador
- 1994 : Les Caprices de Marianne d’Alfred de Musset, mise en scène Anne Saint-Mor, Théâtre Mouffetard
- 1996 : Démons de Lars Norén, mise en scène Gérard Desarthe, Théâtre de Nice
- 1998 : Woyzeck de Georg Büchner, mise en scène André Engel, Théâtre de Gennevilliers
- 1999 : Dîner entre amis de Donald Margulies, mise en scène Michel Fagadau, Comédie des Champs-Élysées
- 2002 : Turcaret d'Alain-René Lesage, mise en scène Gérard Desarthe, Maison de la Culture de Loire-Atlantique Nantes, MC93 Bobigny, Théâtre des Célestins, Théâtre du Nord
- 2002 : Les Couleurs de la vie d'Andrew Bovell, mise en scène Michel Fagadau, Comédie des Champs-Élysées
- 2005 : 1962, le dernier voyage de Mehdi Charef, mise en scène Kader Boukhanef et Azize Kabouche, Théâtre Montparnasse
- 2006 : Sauterelles de Biljana Srbljanović, mise en scène Dominique Pitoiset, Théâtre national de Bordeaux en Aquitaine, Théâtre des Abbesses, Théâtre Vidy-Lausanne, Théâtre national de Toulouse Midi-Pyrénées
- 2007 : En toute confiance de Donald Margulies, mise en scène Michel Fagadau, Comédie des Champs-Élysées, tournée
- 2007 : Sauterelles de Biljana Srbljanović, mise en scène Dominique Pitoiset, Théâtre de la Croix-Rousse, Comédie de Reims
- 2011 : Les Grandes Personnes de Marie NDiaye, mise en scène Christophe Perton, Théâtre national de la Colline, Comédie de Genève
- 2012 : La Force de tuer de Lars Noren, mise en scène Philippe Lüscher, Le Poche-Genève 2012
- 2013 : La Femme gauchère de Peter Handke, mise en scène Christophe Perton, Théâtre du Rond-Point, tournée
- 2013 : Mensonges d’États de Xavier Daugreilh, mise en scène Nicolas Briançon, Théâtre de la Madeleine, tournée
- 2014 : Les Fausses Confidences de Marivaux, mise en scène Luc Bondy, Théâtre de l'Odéon, tournée
- 2017-2018 : Dîner en ville de Christine Angot, mise en scène Richard Brunel, théâtre national de la Colline, tournée
- 2019 : Le Misanthrope de Molière, mise en scène Peter Stein, Le Comédia Théâtre-Libre, tournée

## Radio
- 2023 : Le procès de Patrick Henry, réalisé par Cédric Aussir, France Culture[13]

## Livre audio
- L'Africain de J. M. G. Le Clézio, Gallimard, 2021
- Poésies de Stéphane Mallarmé, Audible, 2021

## Distinctions

### Nomination
- Molières 2008 : Molière du comédien dans un second rôle pour En toute confiance